# Anisostena californica
Anisostena californica là một loài bọ cánh cứng trong họ Chrysomelidae. Loài này được Van Dyke miêu tả khoa học năm 1925.